# Disco di Sabu
Il disco di Sabu è un reperto archeologico dell'antico Egitto (I dinastia egizia), rinvenuto nel 1936 nella zona nord della necropoli di Saqqara, nella tomba di un funzionario egiziano di nome Sabu (o Sebu). Esso è conservato nel Museo Egizio del Cairo.

vista dall'alto e laterale del Disco di Sabu

## Descrizione e scoperta
Il disco di ardesia o scisto ha un diametro di 61 cm ed un'altezza di 10,6 cm con al centro un foro rotondo del diametro di 8 cm, con il suo design sorprendente è considerato un pezzo unico in egittologia.
La tomba di Sabu fu scoperta il 19 gennaio 1936 dall'archeologo britannico Walter Bryan Emery e l'oggetto è stato trovato accanto allo scheletro di Sabu, che era sepolto in una bara di legno.
Attualmente è esposto con il numero di inventario JE 71295 in una vetrina nella sala 43 del Museo Egizio del Cairo.